# Thomas Digby
Thomas Digby (23 de julio de 1998) es un deportista británico que compite en remo.
Participó en los Juegos Olímpicos de París 2024, obteniendo una medalla de oro en la prueba de ocho con timonel.
Ganó dos medallas de oro en el Campeonato Mundial de Remo, en los años 2022 y 2023, y tres medallas de oro en el Campeonato Europeo de Remo entre los años 2022 y 2024.

## Palmarés internacional
| Juegos Olímpicos   | Juegos Olímpicos         | Juegos Olímpicos | Juegos Olímpicos |
| Año                | Lugar                    | Medalla          | Prueba           |
| ------------------ | ------------------------ | ---------------- | ---------------- |
| 2024               | París (Francia)          | Medalla de oro   | Ocho con timonel |
| Campeonato Mundial |                          |                  |                  |
| Año                | Lugar                    | Medalla          | Prueba           |
| 2022               | Račice (República Checa) | Medalla de oro   | Ocho con timonel |
| 2023               | Belgrado (Serbia)        | Medalla de oro   | Ocho con timonel |
| Campeonato Europeo |                          |                  |                  |
| Año                | Lugar                    | Medalla          | Prueba           |
| 2022               | Múnich (Alemania)        | Medalla de oro   | Ocho con timonel |
| 2023               | Bled (Eslovenia)         | Medalla de oro   | Ocho con timonel |
| 2024               | Szeged (Hungría)         | Medalla de oro   | Ocho con timonel |